# Tihanna Vorster
Pour les articles homonymes, voir Vorster.
Tihanna Vorster (née le 28 mars 1985) est une athlète sud-africaine, spécialiste du relais 4 x 400 mètres. 

## Biographie
Tihanna Vorster remporte la médaille d'argent du relais 4 x 400 mètres aux Jeux africains de 2007 à Alger avec Estie Wittstock, Amanda Kotze et Tsholofelo Thipe.

## Palmarès
| Date | Compétition    | Lieu  | Résultat | Épreuve   | Performance   |
| ---- | -------------- | ----- | -------- | --------- | ------------- |
| 2007 | Jeux africains | Alger | 2e       | 4 x 400 m | 3 min 33 s 62 |